# ケラー四重奏団
ケラー四重奏団（英語: Keller Quartet、ハンガリー語: Keller Vonósnégyes）は、ハンガリーの弦楽四重奏団。
ブダペスト祝祭管弦楽団のコンサートマスターを務めていたケラー・アンドラーシュを中心として1987年にリスト音楽院で結成された。1988年にポーツマス国際弦楽四重奏コンクールでバルトーク賞を受賞。1990年にはフランスのエヴィアン・コンクールとイタリアのパオロ・ボルチアーニ賞の両方で優勝したことで国際的な注目を集め、以降世界を舞台に活躍している。レパートリーはバロックから現代音楽までと多岐にわたるが、とりわけ同郷のバルトーク・ベーラの作品には造詣が深く、更にリスト音楽院で教えを受けていたクルターグ・ジェルジの作品も積極的に紹介している。

## 歴代メンバー
- 第1ヴァイオリン
  - ケラー・アンドラーシュ（Keller, András）
- 第2ヴァイオリン
  - ピルツ・ヤーノシュ（Pilz, János）
- ヴィオラ
  - ガール・ゾルターン（Gál, Zoltán）
- チェロ
  - ケルテース・オットー（Kertész, Ottó）初代
  - サボー・ユディト（Szabó, Judit）第二代